# Myanmar Airways International
Myanmar Airways International Co., Ltd. (tiếng Miến Điện: အႅပည်ႅပည်ဆိုင်ရာႅမန်မာ့ေလေႄကာင်းလိုင်း) là hãng hàng không quốc tế của Myanmar, đóng ở Yangon. Hãng này có các điểm đến Đông Nam Á. Căn cứ đóng tại Sân bay quốc tế Yangon. Hãng này được chính phủ Miến Điện lập năm 1948 sau khi độc lập, với tên là Union of Burma Airways. Tháng 12 năm 1972 đổi tên thành Burma Airways và thành Myanmar Airways ngày 1 tháng 4 năm 1986 khi nước này đổi tên. Năm 2013, hãng là nhà tài trợ chính cho sự kiện SEA Games 2013. Logo của hãng là hình Pyinsarupa (Tiếng Miến Điện: ပဉ္စရူပ),  một linh vật cổ xưa lâu đời trong văn hóa Myanmar.

## Dịch vụ
Sky Smile Privilege Program
Trong chương trình khách hàng thường xuyên này, MAI cung cấp ba cấp độ thành viên - Jade, Ruby và Diamond. Những hành khách đã đi trên ba chuyến bay khứ hồi trong vòng một năm dương lịch có quyền đăng ký làm thành viên Ruby và bắt đầu tích điểm cần thiết để đủ điều kiện cho cấp độ tiếp theo. Nếu hành khách đã hoàn thành tối thiểu sáu chuyến bay khứ hồi với tư cách thành viên Ruby của mình, tư cách thành viên này sẽ tự động được chuyển lên chương trình thành viên Kim cương. Thành viên Chương trình ưu đãi Sky Smile có thể đổi số điểm tích lũy được khi bay với MAI để lấy vé du lịch miễn phí.
Sky Smile Executive Lounge
Phòng chờ MAI Sky Smile Executive tại Sân bay quốc tế Yangon được cung cấp dành riêng cho Thành viên Thẻ Kim cương và hành khách Hạng thương gia. Phòng chờ cung cấp các dịch vụ giải khát, giải trí và thư ký kinh doanh.

## Thỏa thuận liên danh
Myanmar Airways International có thỏa thuận chia sẻ với các hãng hàng không sau:
- Air KBZ
- Asiana Airlines
- Garuda Indonesia
- Korean Air
- Malaysia Airlines
- Royal Brunei Airlines
- SriLankan Airlines

## Điểm đến
Myanmar Airways International có các chuyến bay theo lịch trình kết nối tại các nơi sau:
| Quốc gia   | Thành phố      | Sân bay                                    |
| ---------- | -------------- | ------------------------------------------ |
| Trung Quốc | Bắc Kinh       | Sân bay quốc tế Thủ đô Bắc Kinh            |
| Trung Quốc | Phúc Châu      |                                            |
| Trung Quốc | Quảng Châu     |                                            |
| Trung Quốc | Hàng Châu      |                                            |
| Trung Quốc | Hợp Phì        |                                            |
| Trung Quốc | Tế Nam         |                                            |
| Trung Quốc | Tấn Giang      |                                            |
| Trung Quốc | Lâm Nghi       |                                            |
| Trung Quốc | Nam Xương      |                                            |
| Trung Quốc | Nam Kinh       |                                            |
| Trung Quốc | Ninh Ba        |                                            |
| Trung Quốc | Thanh Đảo      |                                            |
| Trung Quốc | Yên Đài        |                                            |
| Ấn Độ      | Delhi          | Sân bay quốc tế Indira Gandhi              |
| Ấn Độ      | Gaya           | Sân bay Gaya                               |
| Ấn Độ      | Kolkata        | Sân bay quốc tế Netaji Subhas Chandra Bose |
| Ấn Độ      | Mumbai         | Sân bay quốc tế Chhatrapati Shivaji        |
| Malaysia   | Kuala Lumpur   | Sân bay quốc tế Kuala Lumpur               |
| Myanmar    | Mandalay       |                                            |
| Myanmar    | Yangon         |                                            |
| Thái Lan   | Bangkok        | Sân bay quốc tế Suvarnabhumi               |
| Việt Nam   | Hà Nội         | Sân bay quốc tế Nội Bài (16/9/2022)        |
| Việt Nam   | Tp.Hồ Chí Minh | Sân bay quốc tế Tân Sơn Nhất (22/9/2022)   |

## Đội bay

### Đội bay hiện tại:
Tính đến tháng 8/2022, đội bay của hãng có số máy bay sau:
| Máy bay         | Đang hoạt động | Đặt hàng | Hành khách | Ghi chú |
| --------------- | -------------- | -------- | ---------- | ------- |
| Airbus A319-100 | 4              | -        | 144        |         |
| Airbus A320-200 | 4              | -        | 190        |         |
| Embraer E190    | 3              | -        | 124        |         |
| Tổng cộng       | 13             | 0        |            |         |

Độ tuổi trung bình đội bay tính đến tháng 8/2022 là 13.5 năm.

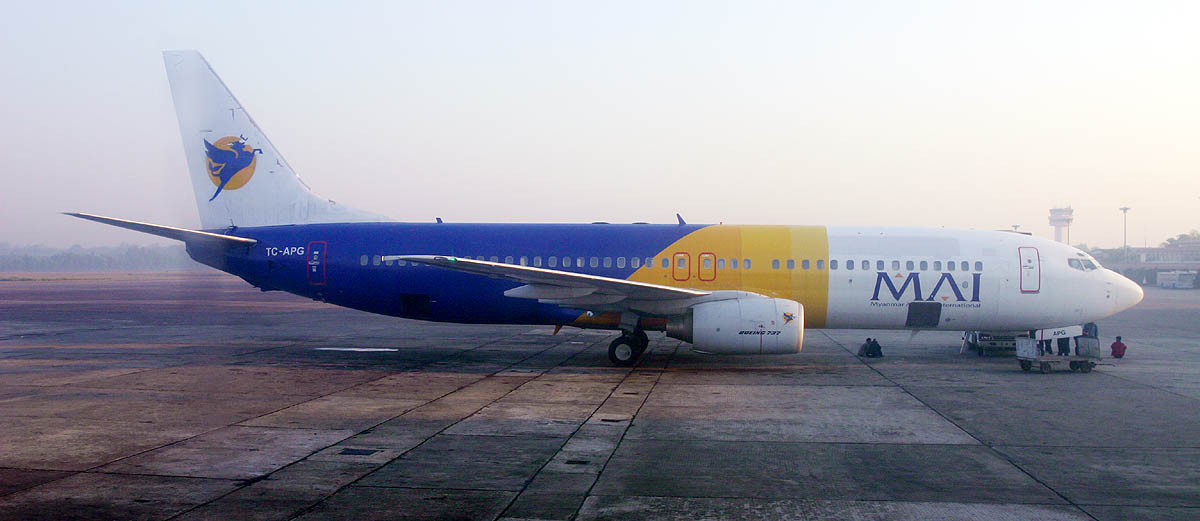
Một chiếc Boeing 737-800 của hãng Myanmar Airways International tại Sân bay quốc tế Yangon

### Đội bay trước đây:
MAI từng vận hành vài loại máy bay, bao gồm:
| Máy bay                 | Tổng số  | Giới thiệu | Nghỉ hưu | Chú ý                          |
| ----------------------- | -------- | ---------- | -------- | ------------------------------ |
| Airbus A321-200         | 5        | 2009       | 2011     | Thuê từ Air Méditerranée       |
| Airbus A330-200         | 1        | 2003       | 2003     | Thuê từ Malaysia Airlines      |
| Boeing 737-400          | Không rõ | Không rõ   | Không rõ | Thuê từ KLM, Malaysia Airlines |
| Boeing 737-800          | 3        | 2001       | 2006     | Thuê từ Pegasus Airlines       |
| Boeing 757-200          | 1        | 1999       | 1999     | Thuê từ Royal Brunei Airlines  |
| Fokker 100              | 1        | 2008       | 2009     | Thuê từ Air Bagan              |
| McDonnell Dogulas MD-82 | 3        | 2003       | 2008     | Thuê từ Lion Air               |